# Ichneumon spinicornis
Ichneumon spinicornis là một loài tò vò trong họ Ichneumonidae.